# منطقة دوفرين-بييل التعليمية الكاثوليكية
منطقة دوفرين-بييل التعليمية الكاثوليكية (بالإنجليزية: Dufferin-Peel Catholic District School Board)‏ هي منطقة تعليمية في أونتاريو كندا وهي تشرف على 148 مدرسة (122 مدرسة ابتدائية و26 مدرسة ثانوية)؛ المنطقة توظف أكثر من 5000 موظف منهم 3000 في المدارس الابتدائية وال 2000 المتبقين في المدارس الثانوية وتوفر التعليم ل90 ألف طالب.

## وصلات خارجية
- منطقة دوفرين-بييل التعليمية الكاثوليكية (بالإنجليزية)
  - أـهلا بكم إلى مدارس دوفرين-بييل الكاثوليكية (بالعربية) (Archive)